# Sepp van den Berg
Sepp van den Berg (sinh ngày 20 tháng 12 năm 2001) là một cầu thủ bóng đá chuyên nghiệp người Hà Lan hiện đang chơi ở vị trí trung vệ cho câu lạc bộ Liverpool tại Premier League.

## Sự nghiệp ở câu lạc bộ
Sau khi sự thăng tiến thành công ở đội trẻ Zwolle kể từ năm 2012, Van den Berg đã có trận ra mắt đội một đầu tiên vào ngày 11 tháng 3 năm 2018, vào sân thay người ở phút 45 trong trận hòa 0-0 trên sân nhà trước FC Groningen.
Vào ngày 27 tháng 6 năm 2019, Van den Berg gia nhập Liverpool với mức phí được xác nhận là 1,3 triệu bảng, có thể tăng lên 4,4 triệu bảng nếu tất cả các điều khoản đã thỏa thuận khác được kích hoạt. Anh ấy có trận ra mắt thi đấu cho câu lạc bộ vào ngày 25 tháng 9 năm 2019 trong trận đấu tại League Cup với câu lạc bộ Milton Keynes Dons. Van den Berg ra sân đầu tiên trong trận Liverpool hòa 5–5 trước Arsenal ở vòng 4 Cúp EFL vào ngày 30 tháng 10. Liverpool khi ấy đã giành chiến thắng 5–4 trong loạt sút luân lưu.

## Sự nghiệp quốc tế
Van den Berg hiện đang là tuyển thủ thi đấu cho đội U19 Hà Lan. Anh ra mắt đội trẻ vào năm 2018.

## Danh hiệu

### Liverpool
- FIFA Club World Cup: 2019